# Дерябин, Юрий Иванович
Ю́рий Ива́нович Деря́бин (21 января 1923, Нижний Тагил, Свердловская область — 14 июля 2005, Москва) — Герой Советского Союза, командир батареи 93-го пушечно-артиллерийского полка 27-й пушечно-артиллерийской бригады 37-й армии Степного фронта, в годы войны — лейтенант.

## Биография
Юрий Николаевич Дерябин родился 21 января 1923 года в Нижнем Тагиле Свердловской области в семье рабочего-горняка, отучился в семилетней школе посёлка имени Третьего Интернационала, в нижнетагильской средней школе № 1, окончил среднюю школу № 65 города Свердловска (с 1991 года — Екатеринбург), после школы устроился на завод токарем. Окончил два курса Новосибирского института военных инженеров транспорта.
В Красную Армию вступил добровольцем в августе 1942 года.
В 1943 году окончил Томское артиллерийское училище и в апреле отправился на фронт.
Участвовал в боях на Курской дуге, под Харьковом, на Днепре, в Ясско-Кишиневской операции, в Румынии, Венгрии, Югославии, Чехословакии. Был ранен и дважды контужен. За умелое командование артиллерийской батареей 93-го пушечно-артиллерийского полка (10-я артиллерийская дивизия Резерва Главного Командования) и личный героизм в боях под городом Белгородом лейтенант Юрий Дерябин получил свою первую награду — орден Отечественной войны 2-й степени.
Командир батареи 93-го пушечно-артиллерийского полка (27-я пушечно-артиллерийская бригада, 37-я армия, Степной фронт) кандидат в члены ВКП(б) лейтенант Дерябин Ю. И. особо отличился при форсировании реки Днепр в районе села Мишурин Рог Верхнеднепровского района Днепропетровской области Украины.
В числе первых, 1 октября 1943 года, бесстрашный офицер переправился с расчётами вверенной ему артиллерийской батареи на правый днепровский берег. 3 октября 1943 года, отражая контратаки четырнадцати танков и пехоты противника, в критический момент боя лейтенант Юрий Дерябин заменил наводчика одного из орудий и, ведя огонь прямой наводкой, уничтожил четыре вражеских танка.
Указом Президиума Верховного Совета СССР от 20 декабря 1943 года за образцовое выполнение боевых заданий командования на фронте борьбы с немецко-фашистским захватчиками и проявленные при этом мужество и героизм лейтенанту Дерябину Юрию Ивановичу присвоено звание Героя Советского Союза с вручением ордена Ленина и медали «Золотая Звезда» (№ 2531).
После войны продолжал службу в армии. В 1952 году он окончил Военную академию имени Ф. Э. Дзержинского.
С 1981 года полковник Дерябин Ю. И. — в запасе, а затем в отставке. Поселился в городе-герое Москве. Скончался 14 июля 2005 года. Похоронен на кладбище «Ракитки» в Москве (участок 6а).
Дочь — историк Е. Ю. Гуськова (род. 1949).

## Награды
- Орден Ленина
- Орден Красного Знамени
- Орден Александра Невского (СССР)
- Орден Отечественной войны I степени.
- Орден Отечественной войны II степени.
- Орден Красной Звезды.
- Орден «За службу Родине в Вооружённых Силах СССР» III степени.